# Duo Blengio
Il Duo Blengio è stato un duo vocale, formato dalle due sorelle Giovanna e Mirosa Blengio.

## Storia del gruppo
Iniziano la carriera di cantanti nel 1950, entrando a far parte dell'orchestra del maestro Armando Fragna e cantando in molte trasmissioni radiofoniche.
Nello stesso periodo incidono per la Durium i primi dischi a 78 giri, fra i quali quello in cui accompagnano Bruno Rosettani nel brano Il primo viaggio, presentato al Festival di Sanremo 1955 da Rosettani con Nella Colombo e il Trio Aurora.
In quell'anno partecipano, con altri cantanti come Jula de Palma, Bruno Pallesi e il citato Rosettani, al programma radiofonico L'usignolo d'argento, in cui cantano con le orchestre di Carlo Savina e Armando Fragna.
Sempre nello stesso anno Mirosa sposa Bruno Rosettani, mentre Giovanna va a nozze con il musicista genovese Romeo Casella.
Nel 1959 passano alla Sabrina, etichetta fondata dallo stesso Rosettani, per cui continuano ancora ad incidere per qualche anno.

## Discografia parziale

### 33 giri
- 1958: Però... la vita è bella (Durium), ms A 589; con Isa Di Marzio, Bruno Rosettani, Duo Blengio, Nella Colombo

### 45 giri
- 1959: La biondina di Cortina/Vieni Rosina (Sabrina, MS 120; con Bruno Rosettani)
- 1959: Un olandese a Napoli/Dolce terra di Calabria (Sabrina, MS 122; con Bruno Rosettani)
- 1959: Tramonto nel West/Bogotà (Sabrina, MS 128; con Bruno Rosettani)
- 1960: Violette/Tortorella glu glu glu (Sabrina, MS 164)
- 1962: Twist twist twist/Da da um pa (Sabrina, MS 320; lato A con Gesy Sebena)

## Discografia solista di Mirosa Blengio

### 33 giri
- 1963: Cocktail di successi (Phonorama, PH 30389): inciso con Bruno Rosettani e Gesy Sebena, l'orchestra è diretta dai direttori d'orchestra brasiliani Victor e Altamiro Carrilho - Il tangaccio/Casanova baciami/Chariot/Corcovado/Stessa spiaggia, stesso mare/Baci/Quelli della mia età/Desafinado

### 45 giri
- 1962: Moliendo café/Quando calienta el sol (Sabrina, MS 318; il brano sul lato A è cantato da Gesy Sebena)